# Villa Aguet
Villa Aguet, già Villa Poniatowski, è una storica residenza di San Felice Circeo in Italia.

## Storia
La villa venne fatta erigere dal principe polacco Stanislao Poniatowsky all'inizio del XIX secolo durante il periodo in cui costui resse il feudo di San Felice Circeo.
La proprietà appartenne in seguito al barone James Aguet, un uomo d'affari svizzero, di cui porta il nome.

## Descrizione
La villa sorge in posizione panoramica sulle pendici del promontorio del Circeo a poca distanza dal centro storico di San Felice Circeo. L'edificio, che presenta ampi loggiati sulla facciata rivolta verso il mare, si sviluppa su tre piani ed è circondato da un vasto parco privato.

## Galleria d'immagini

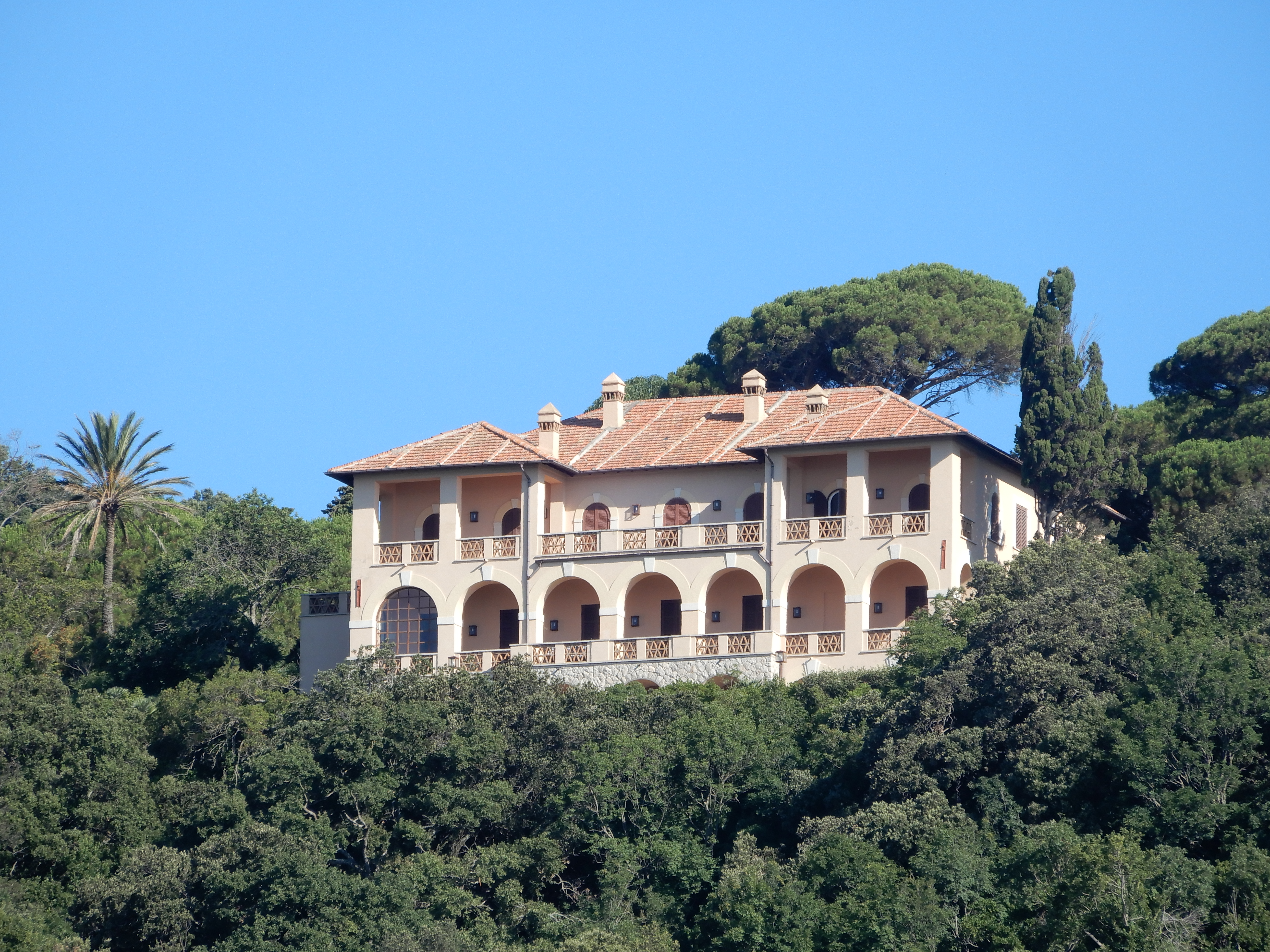
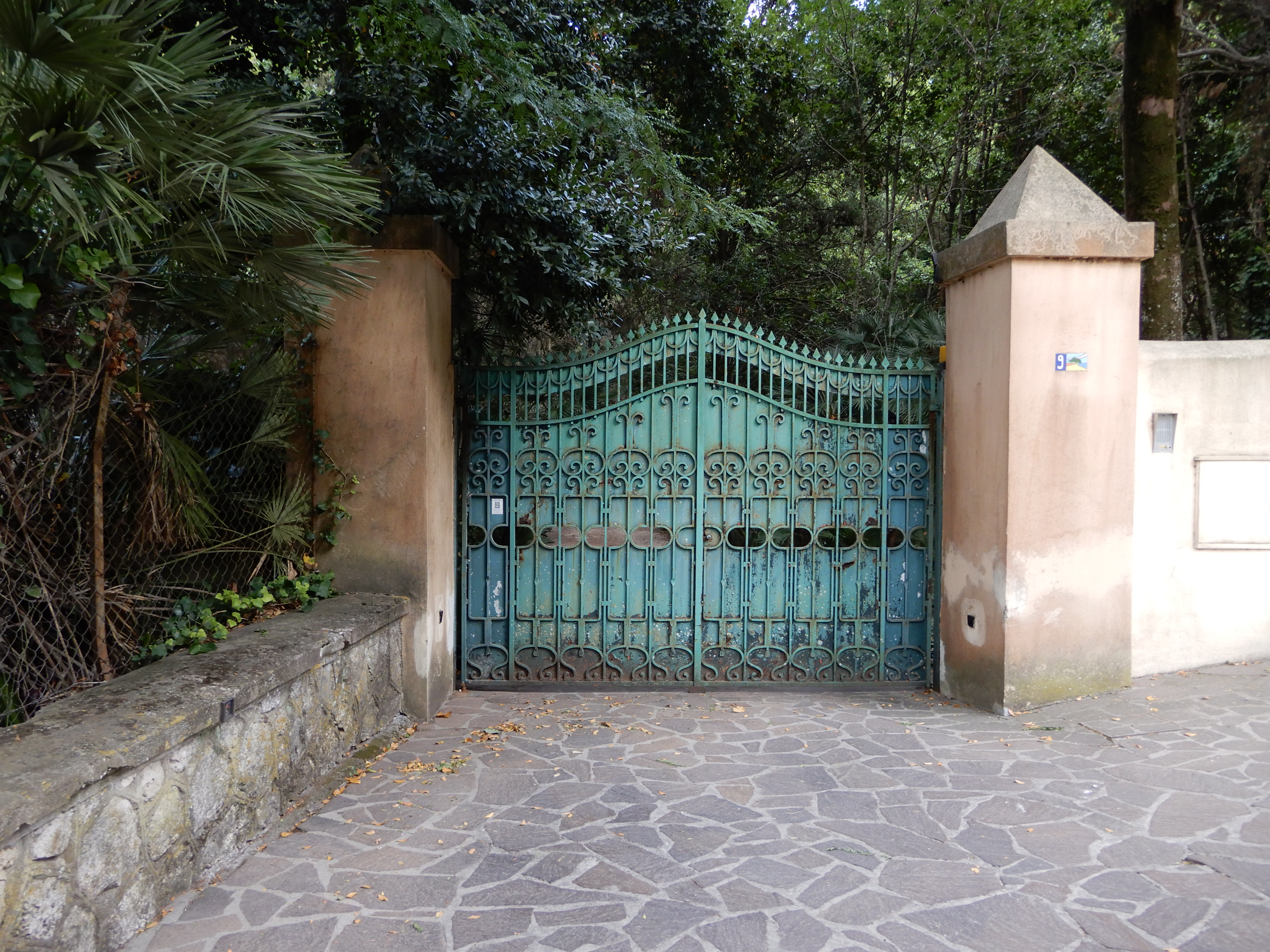
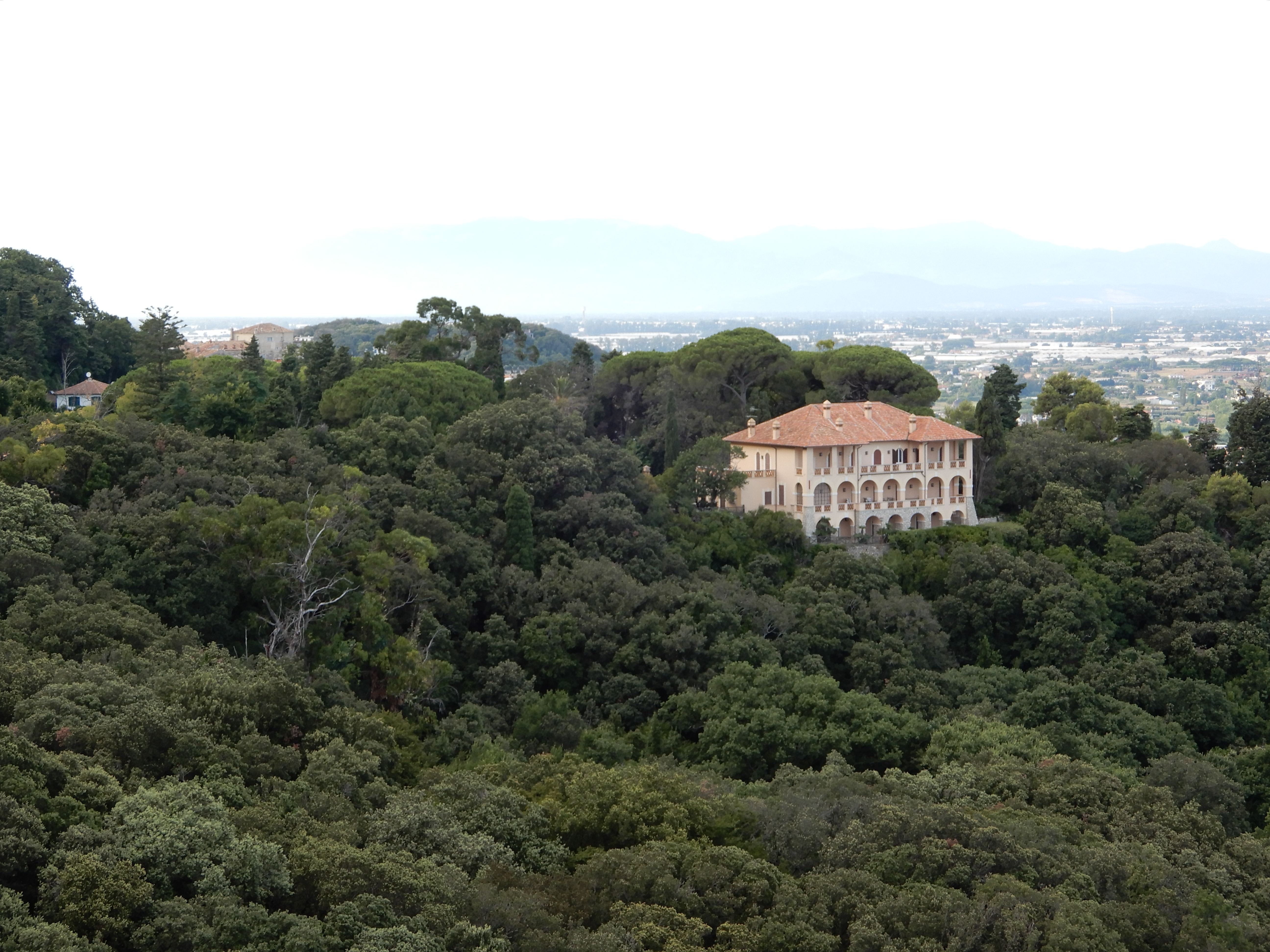